# Fritz Schoenemann
Fritz Schoenemann (* 5. Juli 1887 in Saarbrücken; † 1964) war ein deutscher Berghauptmann.

## Leben
Fritz Schoenemann war der Sohn des Knappschafts- und Augenarztes Carl Schönemann, an den eine Straße in Saarbrücken-Rothenbühl erinnert. Fritz Schoenemann besuchte das Ludwigsgymnasium (Saarbrücken). Als Student an der Philipps-Universität Marburg wurde er 1908 im Corps Hasso-Nassovia recipiert. Auf der Grube Camphausen wurde er 1911/12 als Bergbaubeflissener ausgebildet. Nach seiner Militärdienstzeit und der Teilnahme am Ersten Weltkrieg wurde er 1920 zum Bergassessor ernannt. Nach einigen Fortbildungsjahren in der privaten Bergbauindustrie trat er in den Staatsdienst über. Er war Bergrat beim Bergamt Bochum, Oberbergrat und Leiter des Grubensicherheitsamtes in der Bergbauabteilung des Reichswirtschaftsministeriums. Nach der Rückgliederung seiner Heimat war er Dezernent für den Bergbau im Saarland. Als Generalpolizeidezernent beim Oberbergamt Bonn erhielt er den Auftrag, die Errichtung des Oberbergamtes Saarbrücken vorzubereiten. Als Berghauptmann übernahm er dann die Leitung. Er widmete sich der Bekämpfung der Silikose. Er rief die Arbeitsgemeinschaft für Silikoseforschung ins Leben und übernahm den Vorsitz. Zudem veranlasste er die Einrichtung einer Pflegestätte für Silikosekranke in Bad Rilchingen. Nach dem Zweiten Weltkrieg errichtete er die Geologische Landesanstalt des Saarlandes als Abteilung des Oberbergamtes Saarbrücken. In langwierigen Verhandlungen ermöglichte er die Erteilung von Erdölkonzessionen im Saarland an deutsche Erdölgesellschaften. In seiner Eigenschaft als Aufsichtsbehörde für die Bergschule erwarb sich Schoenemann darüber hinaus hohe Verdienste um die Ausbildung der Steiger. Am 31. Dezember 1954, zwei Jahre vor dem Vertrag von Luxemburg, trat Fritz Schoenemann in den Ruhestand; er blieb aber dem Saarbergbau als Sachverständiger der Saarregierung bei den Verhandlungen über die Warndtfrage aktiv verbunden. Am 14. Juni 1956 wählte ihn der neu konstituierte Grubenrat zu seinem Präsidenten. Für seine Verdienste um den Saarbergbau wurde ihm kurz vor dem 70. Geburtstag der Verdienstorden der Bundesrepublik Deutschland verliehen. Er war Ehrenvorsitzender des Aufsichtsrates der Saarbergwerke.